# Bronja

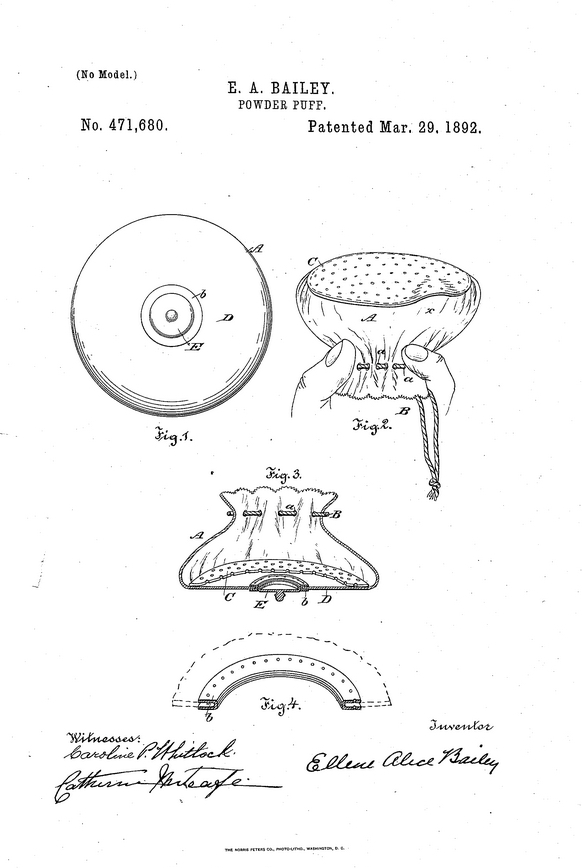
E.A. Bailey i la seva «bronja», Patent no. 471.680, (1892).

Bronja, és una peça de material tou utilitzada per a l'aplicació de pólvores de tocador sobre la pell. Pot estar realitzada com a boles o com pastilles planes.

## Història
La dissenyadora i inventora dels Estats Units, Ellene Alice Bailey, segurament va ser la primera de patentar una bronja el 1882 que es componia d'una petita bossa de tela amb un cordó i amb un fons perforat per a la distribució de les pólvores de manera uniforme. Va anar patentant d'altres tres variacions de la seva pròpia invenció, la darrera l'any 1892.

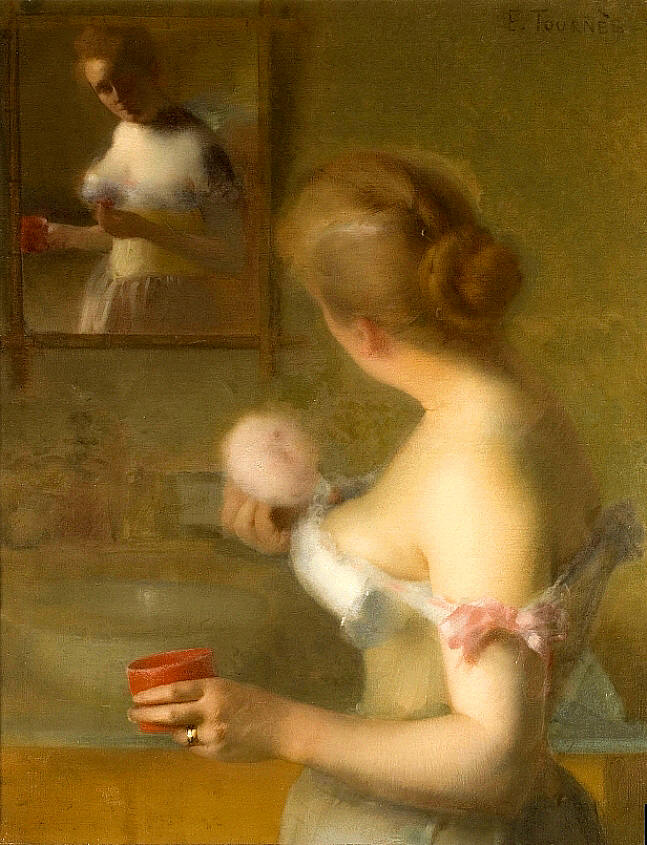
La Toilette per Étienne Tournes (1875).

Històricament, les bronges s'han fet d'un tipus de ploma suau nomenat plomissol, de cotó o llana fina. Al segle XXI La fibra sintètica és el material més usualment utilitzat. A més a més de la suavitat, una característica important de les bronges és la seva capacitat d'admissió, és a dir, la capacitat de sostenir les pólvores de tocador.